# Loop-Kabel
Ein Durchschleifkabel oder ein Loop-Kabel (Loop; englisch für Schleife) ist ein Kabel, mit dem man unter eingeengten Bedingungen Komponenten miteinander verbinden kann.

## Grafikkarten
Mit Loop-Kabeln kann man zwei Grafikkarten miteinander verbinden.
In der Vergangenheit wurde ein solches Kabel benötigt, um eine reine 3D-Beschleunigerkarte (z. B. Voodoo 2) mit einer 2D-Karte zu verbinden. Heute wird es in abgewandelter Form benötigt, um zwei Grafikkarten via Crossfire zu verbinden. Durch die Zusammenarbeit beider Grafikkarten kann sich die Leistung des Systems erhöhen.